# Mądrość i seks
Mądrość i seks (ang. Filth and Wisdom) – pierwszy film w reżyserii Madonny z 2008 roku.

## Fabuła
Film o trojgu młodych współlokatorów, mieszkających w wielokulturowym Londynie. Główny bohater, emigrant z Ukrainy jest wokalistą punk-rockowego zespołu. A.K. (Eugene Hütz) nie może się utrzymać z muzyki, więc zarabia, spełniając perwersyjne fantazje żonatych mężczyzn. Darzy on uczuciem swoją współlokatorkę Holly (Holly Weston), baletnicę, która pracuje, tańcząc w nocnym klubie. Mieszka razem z nimi marząca o wyjeździe do Afryki pracująca w aptece Juliette (Vicky McClure), która jest obiektem pożądań swojego szefa. Cała trójka próbuje odnaleźć swoje miejsce w życiu i pokonać przeciwności losu.

## Obsada
- Eugene Hütz jako A.K.
- Vicky McClure jako Juliette
- Holly Weston jako Holly
- Richard E. Grant jako profesor Flynn
- Inder Manocha jako Sardeep
- Shobu Kapoor jako żona Sardeepa
- Clare Wilkie jako Chloe
- Stephen Graham jako Harry Beechman
- Ade jako DJ
- Francesca Kingdon jako Francine
- Olegar Fedoro jako ojciec A.K.
- Hannah Walters jako pani Goldfarb
- Elliot Levey jako Benjamin Goldfarb
- Tim Wallers jako pan Frisk